# DAF MB200
De DAF MB200 was een autobuschassis dat door DAF in Eindhoven werd ontwikkeld in 1965, als opvolger van het in 1958 geïntroduceerde TB160-chassis. Het belangrijkste verschil was de liggende underfloor motor, een speciaal type middenmotor, tussen de voor- en achteras. Hierdoor ontstond een betere gewichtsverdeling dan bij de voorin geplaatste staande motor van de TB160.
Op basis van het MB200-onderstel werd in 1969 een streekbuschassis ontwikkeld, dat gebruikt werd voor de standaardstreekbussen van de carrosseriebouwers Den Oudsten te Woerden en Hainje te Heerenveen. In plaats van de aanvankelijk gebruikte DAF DO-dieselmotor (een in licentie vervaardigde versie van de ook in Nederland veel toegepaste Leyland O680) werd een 11,6 liter DAF DKDL1160-motor geplaatst.
Oorspronkelijk werd het chassis vooral aan de dochterondernemingen van de NS geleverd met een Wilson GB340 semi-automaat met vloeistofkoppeling. Bij andere bedrijven, zoals de GTW, had de Wilson-koppeling elektrische overbrenging. Ook een ZF semi-automaat met drie versnellingen is leverbaar geweest. Later waren volautomatische transmissies van Allison of ZF mogelijk.
Het chassis werd door diverse bussenbouwers ook gebruikt voor touringcars, onder meer in het Verenigd Koninkrijk, waar bussen en touringcars die op het vasteland van Europa werden vervaardigd tot 1975 nog relatief zeldzaam waren.
Er waren verschillende chassis leverbaar van de DAF MB200. Twaalfmeterbussen hadden een wielbasis van 600 cm of 564 cm. Bij laatstgenoemd type was een bredere instapdeur mogelijk. Er was ook een kortere variant met een lengte van 10,5 meter en een wielbasis van 500 cm. In 1982 kwam er ook een gelede bus onder de naam MBG200.
In 1988 werd het MB200-chassis opgevolgd door respectievelijk het SB220-chassis met de motor achterin voor stads- en streekbussen (ook in een gelede versie) en het MB230-chassis met middenmotor voor zowel streekvervoer als touringcars. Deze bleven tot 1993 in productie.

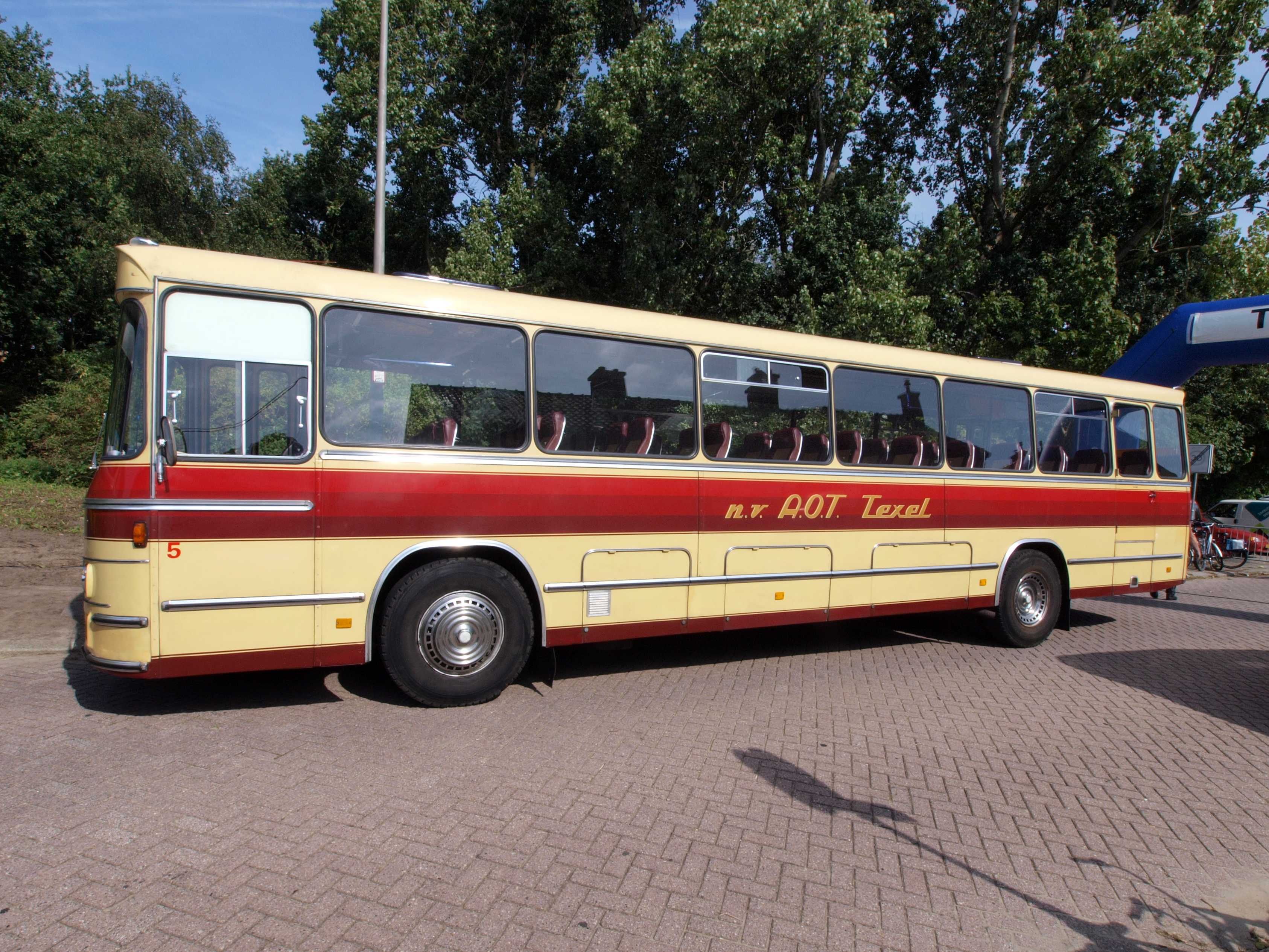
Een vroege MB200 uit 1966 met BOVA-carrosserie van de Autobusonderneming Texel.
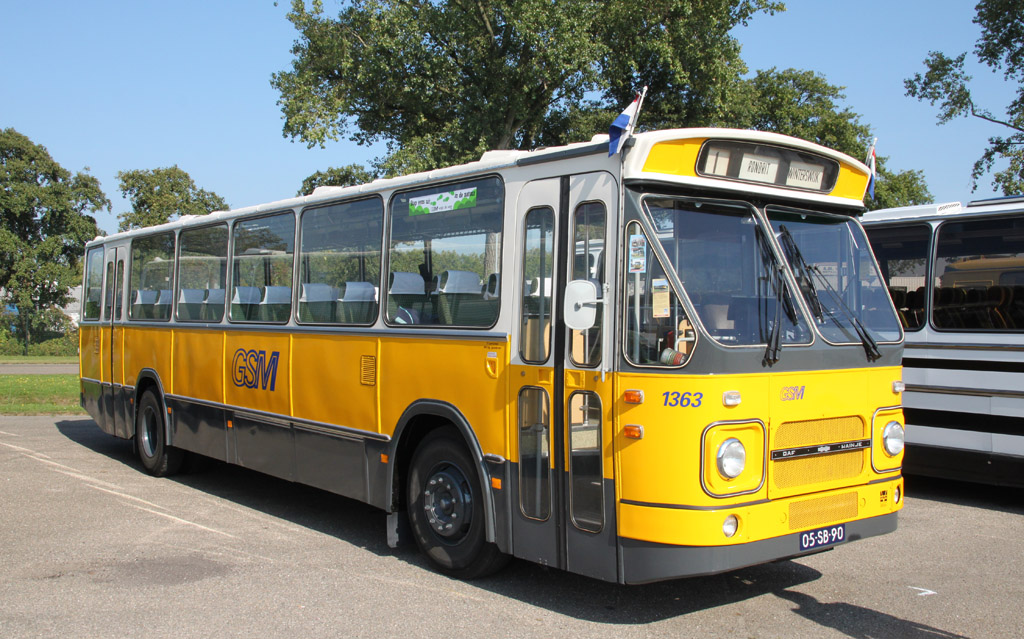
Standaardstreekbus van Hainje op MB200-chassis.
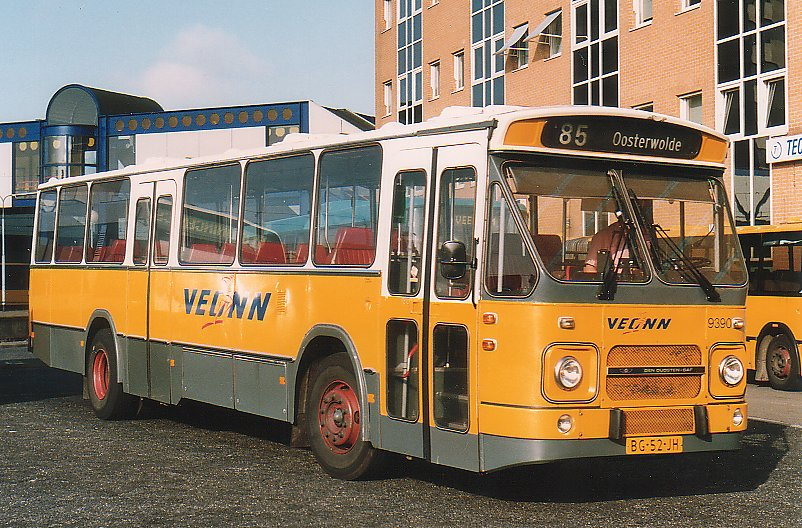
Algemeen verbreid Nederlands standaardstreekbustype DAF MB200 Den Oudsten, hier bij VEONN.
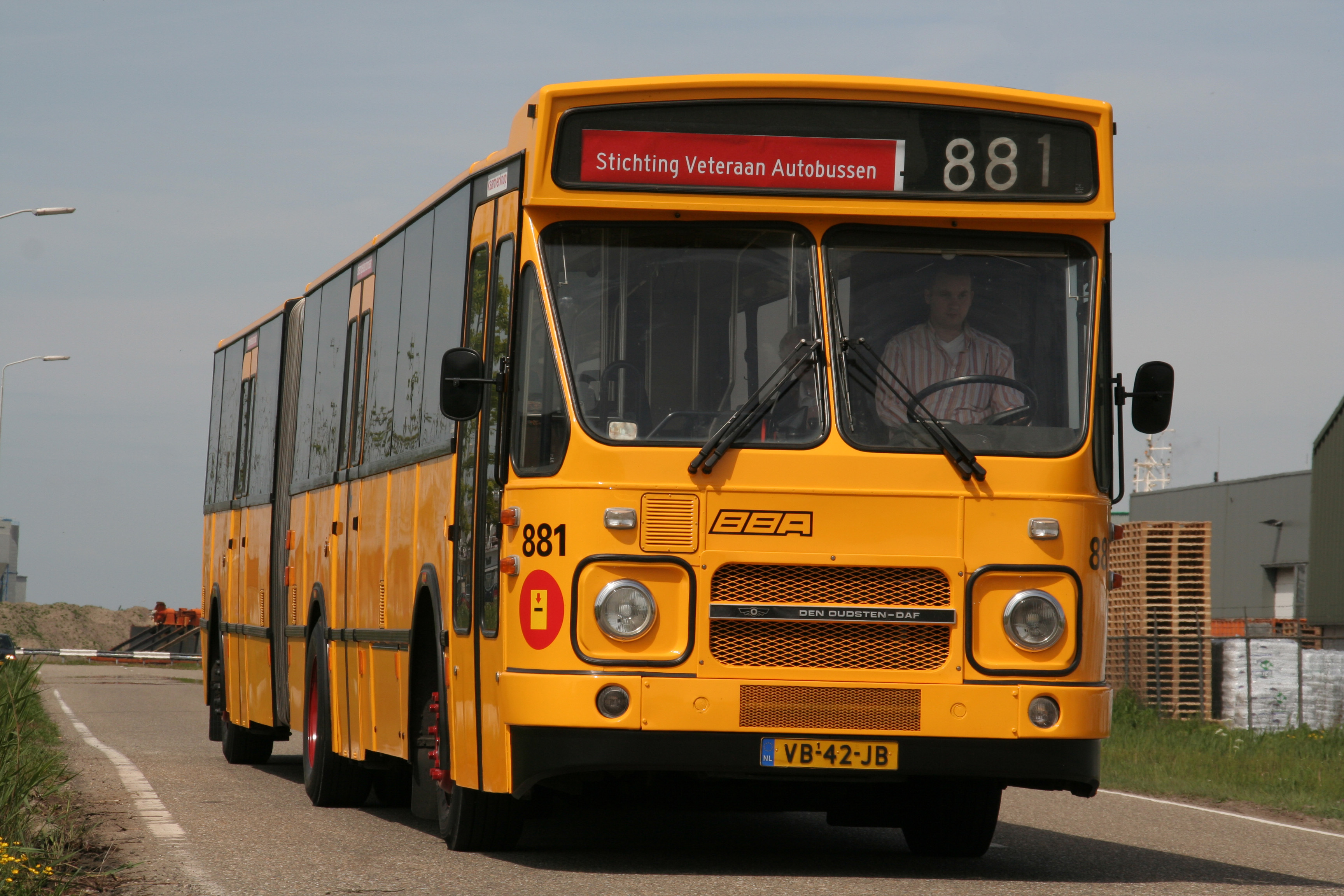
Een van de allerlaatst gebouwde MB200'en uit 1988 in de gelede versie (DAF MBG205/Den Oudsten).
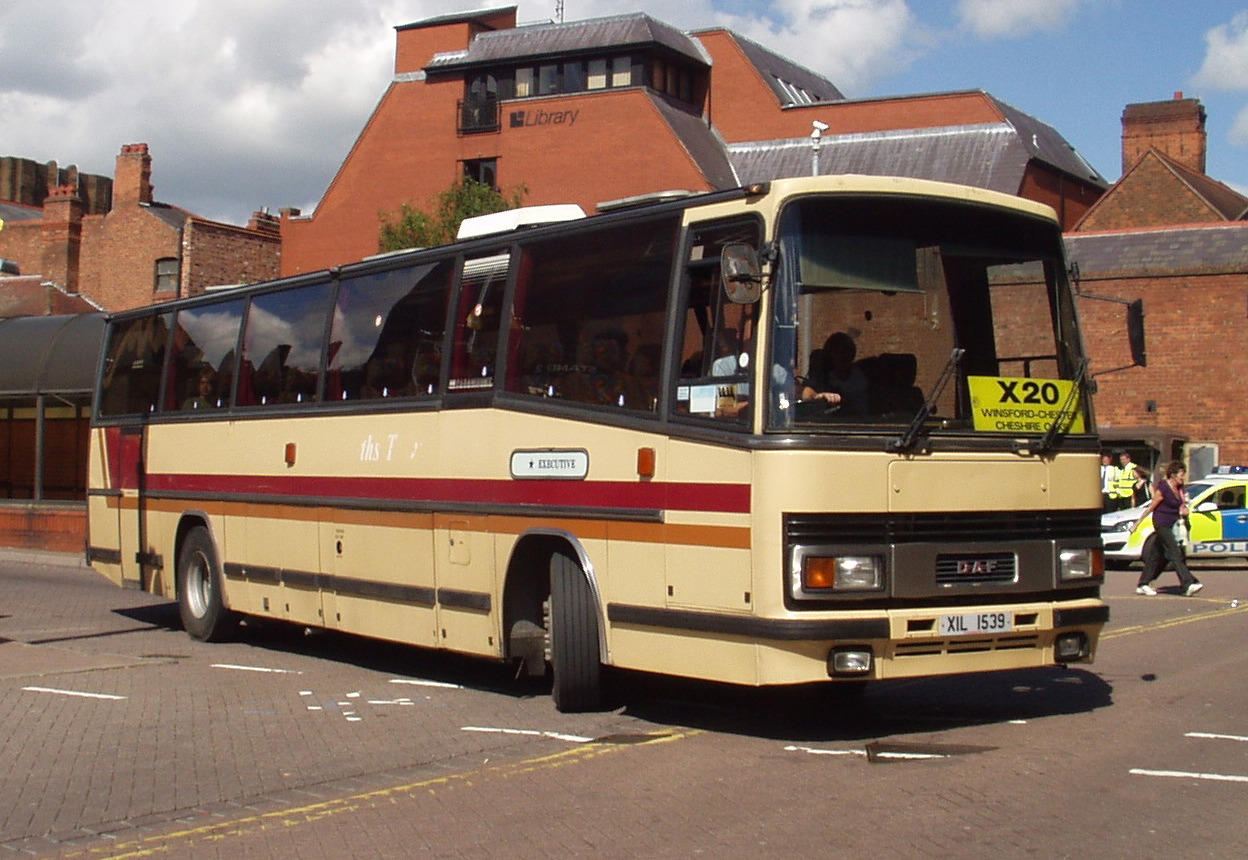
Britse touringcar op DAF MB200-chassis met Plaxton-carrosserie.

## Technische specificaties
Standaard
- Onderstel: DAF MB200 DKDL564 / DAF MB200 DKDL600
- Motor: DAF DKDL1160, 6 cilinder met 11,6 liter inhoud, 170 pk.
- Lengte: 11,85 m
- Breedte: 2,5 m
- Hoogte: 3,2 m
- Eigen gewicht: 9920 kg
- Toegelaten gewicht: 16560 kg
- Inhoud brandstoftank: 250 liter.

Geleed
- Onderstel: DAF MBG200 DKFL530
- Motor: zescilinder met 11,6 liter inhoud, 252 pk (turbo-motor).
- Lengte: 18 m
- Breedte: 2,5 m
- Hoogte: 3,2 m
- Eigen gewicht: 14844 kg
- Toegelaten gewicht: 25055 kg
- Inhoud brandstoftank: 340 liter.